# Víctor Bilbao
Víctor Bilbao Iturbe (Artea, 26 febbraio 1913 – ...) è stato un calciatore spagnolo, di ruolo attaccante.

## Carriera
Nel 1932 iniziò a giocare nel Zaragoza Football Club, squadra della città di Saragozza, in Aragona, disputando due stagioni nella Tercera División spagnola, prima di ottenere la promozione in Segunda División. nel 1936 la squadra ottenne la prima promozione in massima serie della sua storia. Il campionato fu sospeso per tre anni a causa della guerra civile spagnola, così Uriarte esordì in Primera División il 3 febbraio 1939 in occasione della prima partita di campionato, vinta per 3-2 contro il Celta Vigo. 
Nel 1941 passò al Barakaldo, dove militò per cinque stagioni prima di ritirarsi.

## Palmarès

### Club

#### Competizioni nazionali
- Tercera División: 2

Real Saragozza: 1933, 1934
- Segunda División (Spagna): 1

Real Saragozza: 1935-1936